# On Every Street
| 전문가 평가   | 전문가 평가 |
| 평가 점수     | 평가 점수   |
| 출처          | 점수        |
| ------------- | ----------- |
| AllMusic      | [ 1 ]       |
| Pitchfork     | 5.2/10      |
| Rolling Stone | [ 3 ]       |

《On Every Street》은 1991년 9월 9일에 영국의 록 밴드인 다이어 스트레이츠의 여섯 번째이자 마지막 스튜디오 음반으로, 버티고 레코드와 미국의 워너 브라더스 레코드에 의해 국제적으로 발매되었다. 밴드의 엄청나게 성공한 음반인 《Brothers in Arms》, 《On Every Street》의 후속 음반은 영국 음반 차트의 정상에 올랐고, 미국 음반 산업 협회에 의해 플래티넘 인증도 받았다.

## 배경
《On Every Street》은 밴드의 이전 음반인 《Brothers in Arms》 이후 6년 이상 만에 발매되었으며, 다이어 스트레이츠의 마지막 스튜디오 음반이었다. 미국에서 12위, 영국과 수많은 유럽 국가에서 1위에 올랐다. 음반은 마크 노플러와 다이어 스트레이츠가 프로듀싱했다.
이 무렵, 이 밴드는 노플러, 존 일슬리, 앨런 클라크, 가이 플레처로 구성되었으며, 음반에는 폴 프랭클린, 필 파머, 대니 커밍스, 토토 출신의 미국의 드러머 제프 포카로 등 세션 음악가들이 참여하고 있으며, 토토와 스튜디오 뮤지션으로서 다른 약속 때문에 거절했지만, 이 밴드의 후속 월드 투어 연주를 요청 받았다.
다이어 스트레이츠는 1992년 말까지 지속된 월드 투어로 음반을 홍보했다. 그 그룹은 1995년에 해체했고, 그 후 마크 노플러는 솔로 경력을 추구했다.
이 음반은 2000년 9월 19일에 재발행된 미국을 제외한 전 세계 대부분에서 1996년에 나머지 다이어 스트레이츠 카탈로그로 리마스터 및 재발행되었다.

## 곡 목록
모든 곡들은 마크 노플러에 의해 작사/작곡하였다.
| #  | 제목                     | 재생 시간 |
| -- | ------------------------ | --------- |
| 1. | 〈Calling Elvis〉        | 6:26      |
| 2. | 〈On Every Street〉      | 5:04      |
| 3. | 〈When It Comes to You〉 | 5:02      |
| 4. | 〈Fade to Black〉        | 3:49      |
| 5. | 〈The Bug〉              | 4:18      |
| 6. | 〈You and Your Friend〉  | 5:59      |

| #   | 제목                      | 재생 시간 |
| --- | ------------------------- | --------- |
| 7.  | 〈Heavy Fuel〉            | 5:10      |
| 8.  | 〈Iron Hand〉             | 3:09      |
| 9.  | 〈Ticket to Heaven〉      | 4:26      |
| 10. | 〈My Parties〉            | 5:32      |
| 11. | 〈Planet of New Orleans〉 | 7:47      |
| 12. | 〈How Long〉              | 3:53      |

## 인증
| 국가                                                  | 인증        | 판매량/출하량 |
| ----------------------------------------------------- | ----------- | ------------- |
| 오스트레일리아 (ARIA)                                 | 2× 플래티넘 | 140,000^      |
| 오스트리아 (IFPI 오스트리아)                          | 플래티넘    | 50,000*       |
| 캐나다 (뮤직 캐나다)                                  | 2× 플래티넘 | 200,000^      |
| 핀란드 (Musiikkituottajat)                            | 플래티넘    | 90,664        |
| 프랑스 (SNEP)                                         | 다이아몬드  | 1,000,000*    |
| 독일 (BVMI)                                           | 플래티넘    | 500,000^      |
| 이탈리아                                              | —           | 600,000       |
| 네덜란드 (NVPI)                                       | 플래티넘    | 100,000^      |
| 뉴질랜드 (RMNZ)                                       | 플래티넘    | 15,000^       |
| 스페인 (PROMUSICAE)                                   | 4× 플래티넘 | 400,000^      |
| 스웨덴 (GLF)                                          | 2× 플래티넘 | 200,000^      |
| 스위스 (IFPI 스위스)                                  | 4× 플래티넘 | 200,000^      |
| 영국 (BPI)                                            | 2× 플래티넘 | 600,000^      |
| 미국 (RIAA)                                           | 플래티넘    | 1,000,000^    |
| *판매량을 기반으로 한 인증 ^출하량을 기반으로 한 인증 |             |               |